# Арвидссон, Адольф
Адольф Ивар Арвидссон (швед. Adolf Ivar (Iwar) Arwidsson, 1791—1858) — финский шведскоязычный поэт, писатель, журналист, историк. Известен как один из вдохновителей национального финского движения, «пионер идеи финской независимости». По политическим причинам вынужден был переехать из Финляндии в Швецию; в эмиграции занимался историческими исследования, а также публиковал статьи с анализом нынешней ситуации в Финляндии и размышлениями о возможных путях развития своей родины. Директор Королевской библиотеки в Стокгольме.

## Биография
Адольф Ивар Арвидссон родился 7 августа 1791 году в Падасйоки (финская провинция Пяйят-Хяме). Его мать, Анна Катарина Молин (1768—1843), была дочерью помощника пастора, а отец, Арвид Адольф Арвидссон (1762—1832), был из семьи сапожника и служил в Падасъёки помощником пастора. Позже, когда Арвид Адольф получил должность настоятеля прихода, семья переехала в Лаукаа (провинция Кески-Суоми (Центральная Финляндия)).
Адольф учился в гимназии в Порвоо, затем в Королевской академии Або, где в 1814 году стал кандидатом философии. Ещё учась в академии, начал писать лирические и романтические стихи в духе шведского поэта Франса Микаэла Франсена и немецкого поэта Новалиса; в 1815 году ему удалось опубликовать своё первое стихитворение.
В 1817 году, стал доцентом после написания диссертации «Историческое представление о духе романтизма, зародившемся в средневековье», Арвидссон на год уехал в Швецию, где познакомился со многими литераторами и общественными деятелями, а также с одним из доверенных лиц наследного принца Карла Юхана.
С 1820 года началась активная журналистская деятельность Арвидссона. Он в большом количестве писал политические статьи, которые публиковал как в финских, так и в шведских газетах, а с 1821 года начал выпускать собственную газету Åbo Morgonblad («Абоский утренний листок»). Арвидссон писал об опасности, в которой находится финская нация, о необходимости развития финского языка, о становлении национального гражданского сознания и о создании финского государства. В результате этой деятельности Арвидссон был уволен из Академии в 1822 году и был вынужден в следующем году эмигрировать в Швецию.
Поскольку Швеция в те годы проводила осторожную внешнюю политику и не хотела ссориться с Россией, Арвидссон не мог найти никакой работы. Только в 1825 году он смог получить должность младшего библиотекаря в Королевской библиотеке в Стокгольме. Все последующие годы он с большей или меньшей активностью принимал участие в различных дискуссиях о судьбе Финляндии, проходивших как в форме публикаций статей в газетах, так и в форме публикации отдельных брошюр.
В 1843 году он был назначен на должность директора Королевской библиотеки в Стокгольме — и к этому же периоду относится исключение его из «чёрного списка» российского посольства в Швеции, что означало возможность свободных поездок в Финляндию.
Арвидссон скоропостижно скончался в 1858 году во время поездки по Финляндии. Он был похоронен в Лаукаа — там, где жил в молодости.

## Оценка деятельности Арвидссона
Арвидссон наиболее известен подхваченным фенноманами лозунгом, который нередко ему приписывали: «Мы не шведы, русскими мы не хотим становиться, будем же финнами». В действительности это не его слова, а оценка сути его политического мышления, которая была дана в 1861 году профессором Йоханом Снельманом. Традиционный взгляд на идеи Арвидссона состоит в том, что он был проповедником национальной самобытности и именно его следует считать пионером идеи независимости. Более современный, более взвешенный подход к его взглядам показывает, что они достаточно противоречивы и что Арвидссон неоднозначно относился к идее создания финского государства.

## Работы
- Lärobok i Finlands historia och geografi för gymnasier och skolor / A. I. Arwidsson. Turku 1832. Учебник по истории и географии Финляндии; вышел без указания автора.

Арвидссоном были осуществлёны проекты по изданию трёхтомника «Шведские древности» и десятитомной серии «Документы к освещению прошлого Финляндии».

## Семья
В 1824 году Арвидссон женился на Йоханне Каролине Армфельт (1795—1878) — дочери покойного барона Фредрика Армфельта. Брак между представителями разных сословий в те времена был крайне редок. В браке у них родилось четверо детей:
- Хуго Ивар (1825—1886);
- Торстен Адольф (1827—?);
- Альфильд Йоханна (1829—1887);
- Сигрид Аура (1833—?).

Внук Адольфа Арвидссона, Ивар Арвидссон (1873—1936), был зоологом.